# Polybia bistriata
Polybia bistriata är en getingart som först beskrevs av Fabricius 1804.  Polybia bistriata ingår i släktet Polybia och familjen getingar. Inga underarter finns listade i Catalogue of Life.